# (73833) 1996 CP2
(73833) 1996 CP2 – planetoida z pasa głównego asteroid okrążająca Słońce w ciągu 4,54 lat w średniej odległości 2,74 j.a. Odkryta 12 lutego 1996 roku.